# Giardini da incubo
Giardini da incubo è un programma televisivo italiano trasmesso nel canale Sky Uno, a pagamento, e successivamente su Cielo, in chiaro, dove Andrea Lo Cicero, l'ex pilone della Nazionale Italiana di Rugby, con un team di giardinieri esperti, insegna ai proprietari di giardini malridotti come curare fiori e alberi, in modo da mantenerli sempre in ordine e perfetti. La trasmissione debutta nel 2014, venendo confermata per una seconda stagione l'anno seguente.

## Format
È un format televisivo originale italiano, ideato da Paolo Palmarocchi e Fausto Massa, e prodotto da FremantleMedia Italia.

## Puntate
| Stagione         | Puntate | Prima TV         | Prima TV in chiaro |
| ---------------- | ------- | ---------------- | ------------------ |
| Prima stagione   | 13      | 5 maggio 2014    | 12 luglio 2014     |
| Puntata speciale | 1       | 25 dicembre 2014 |                    |

### Stagione 1
La prima stagione è stata trasmessa in prima visione su Sky Uno dal 5 maggio 2014, a partire dal 12 luglio 2014 viene trasmesso in chiaro sul canale Cielo.
| nº | Titolo               | Prima TV       | Prima TV in chiaro |
| -- | -------------------- | -------------- | ------------------ |
| 1  | Cristiano e Alessia  | 5 maggio 2014  | 12 luglio 2014     |
| 2  | Carlo e Daniela      | 6 maggio 2014  | 12 luglio 2014     |
| 3  | Le coinquiline       | 7 maggio 2014  | 12 luglio 2014     |
| 4  | Giusy e Gabriella    | 8 maggio 2014  | 19 luglio 2014     |
| 5  | Valentina e Micaela  | 9 maggio 2014  | 19 luglio 2014     |
| 6  | Luca e Alessandra    | 12 maggio 2014 | 19 luglio 2014     |
| 7  | Ovidio e Michela     | 13 maggio 2014 | 16 agosto 2014     |
| 8  | Niccolò e Alessandra | 14 maggio 2014 | 16 agosto 2014     |
| 9  | Daniele e Jacky      | 15 maggio 2014 | 23 agosto 2014     |
| 10 | Claudio e Caterina   | 16 maggio 2014 | 16 agosto 2014     |
| 11 | Carmine e Angela     | 19 maggio 2014 | 23 agosto 2014     |
| 12 | Danilo e Emiliano    | 20 maggio 2014 | 23 agosto 2014     |
| 13 | Enrico e le figlie   | 21 maggio 2014 | 30 agosto 2014     |

### Puntata speciale
Visto il successo della prima serie, è stata realizzata una puntata speciale natalizia trasmessa in prima visione su Sky Uno il 25 dicembre 2014. La puntata è ambientata nel giardino della scuola elementare Principe di Piemonte di Roma. A richiedere l'aiuto di Andrea Lo Cicero ci sono i 17 alunni della V D.

### Stagione 2
La seconda stagione riparte lunedì 20 aprile 2015, dal lunedì al venerdì alle 19,45 su Sky Uno.